# ماونت استرلینگ (کنتاکی)
ماونت استرلینگ (به انگلیسی: Mount Sterling) شهری در ایالت کنتاکی کشور ایالات متحده آمریکا است که جمعیت آن در سرشماری سال ۲۰۱۰ میلادی، ۶٬۸۹۵ نفر بوده‌است.